# 홍의락
홍의락(洪宜洛, 1955년 3월 11일~)은 대한민국의 정치인이다. 제19·20대 국회의원을 지냈다.

## 생애
1955년 3월 11일 경상북도 봉화군 봉성면 동양리에서 태어났다.대구계성고 총학생회 간부였던 홍의락은 민청학련 사건이 터진 1974년에 고려대 농업경제학과에 입학하였다. 설훈, 신계륜, 임종인 등이 당시 그와 함께 학생운동에 참여하였다.
고려대를 졸업하고 홍의락은 동아제약에서 영업 사원으로 1년 정도 근무했고, 한동안 투병생활을 하다가 만난 독일 친구와의 인연으로 1992년에 크로네스코리아를 설립하여 2013년까지 회사를 운영하였다.
2003년에 열린우리당의 창당에 참여한 후, 경북 도내에서 활동하였다. 제19대 총선에서 민주통합당 비례대표 20번으로 국회에 입성했다.
2016년 2월 25일에 더불어민주당의 현역 의원 컷오프에 포함되자, 강하게 반발하며 탈당하였다. 탈당 후 무소속으로 대구 북구 을에 출마하여 새누리당의 양명모 후보를 압도적인 표 차이로 누르고 제20대 총선에서 당선되었다.
대선을 앞두고 대구경북의 변화를 위해서라는 생각에서 2017년 5월 4일 더불어민주당에 복당하였다. 복당 후 문재인 후보를 지원 이후, 2017년 5월 10일 문재인 정부가 탄생한 당일에 서울 여의도 국회 의원총회에서 복당을 공식 선언하였다.
하지만 2020년 21대 국회의원 선거에서 김승수에게 밀려 낙선했다. 총선을 마감한 후 그는 권영진 대구광역시장으로부터 대구광역시 경제부시장 제의를 받았고, "차 버리기가 어렵다. 대구에서 활동하고 국회의원도 했는데, 어렵다는데 어떻게 그걸 차..."라고 부시장직 제안을 수락한다는 의사를 밝혔다.

## 학력
- 1968년 봉화봉성국민학교 졸업
- 1971년 계성중학교 졸업
- 1974년 계성고등학교 졸업
- 1981년 고려대학교 농과대학 농업경제학 학사

## 경력
- 1992 크로네스코리아 대표이사
- 열린우리당 창당발기인
- 열린우리당 경상북도당 대변인
- 열린우리당 경상북도당 영양군·영덕군·봉화군·울진군 당원협의회 운영위원장
- 대통합민주신당 경상북도당 부위원장
- 민주당 경상북도당 위원장
- 민주통합당 비상대책위원회 위원
- 2012년 4월 11일: 대한민국 제19대 국회의원 선거 당선(비례대표, 민주통합당, 초선)
- 2012.05~2016.03 제19대 국회의원(비례대표, 민주통합당→민주당→새정치민주연합→더불어민주당, 초선)
  - 2012.05~2013.03 제19대 국회 전반기 지식경제위원회 위원
  - 2013.04~2014.05 제19대 국회 전반기 산업통상자원위원회 위원
  - 2013.08~2016.03 제19대 국회 전반기, 후반기 예산결산특별위원회 위원
  - 2014.06~2014.10 제19대 국회 후반기 운영위원회 위원
  - 2014.06~2016.03 제19대 국회 후반기 미래창조과학방송통신위원회 위원
- 2013.03~2016.03 민주당→새정치민주연합→더불어민주당 대구광역시당 북구 을 지역위원회 위원장
- 2013.04~2015.01 민주당→새정치민주연합 대구광역시당 위원장
- 2014.06~2014.10 새정치민주연합 원내부대표
- 2016년 4월 13일: 대한민국 제20대 국회의원 선거 당선(대구 북구 을, 무소속, 재선)
- 2016.05~2020.05 제20대 국회의원(대구 북구 을, 무소속→더불어민주당, 재선)
  - 2016.06~2017.05 제20대 국회 전반기 운영위원회 위원
  - 2016.06~2017.07 제20대 국회 전반기 산업통상자원위원회 위원
  - 2016.07~2017.07 제20대 국회 저출산고령화대책특별위원회 위원
  - 2017.06~2018.05 제20대 국회 전반기 예산결산특별위원회 위원
  - 2017.07~2018.05 제20대 국회 전반기 산업통상자원중소벤처기업위원회 위원
  - 2017.12~2018.05 제20대 국회 4차 산업혁명 특별위원회 간사
  - 2018.07~2020.05 제20대 국회 후반기 산업통상자원중소벤처기업위원회 간사
  - 2018.10~2019.06 제20대 국회 4차 산업혁명 특별위원회 위원
  - 2019.08~2020.05 제20대 국회 후반기 예산결산특별위원회 위원
- 2017.06~2020.07 더불어민주당 대구광역시당 북구 을 지역위원회 위원장
- 2017.06~2020.05 더불어민주당 대구경북특별위원회 위원장
- 2018.09~2020.05 더불어민주당 제4정책조정위원회 위원장
- 2020.07~2021.09 : 대구광역시 경제부시장
- 2021.09~2021.10 제20대 대통령 선거 더불어민주당 이재명 대통령 경선후보 열린캠프 대구광역선대본부 본부장
- 2021.10~2021.11 제20대 대통령 선거 더불어민주당 이재명 대통령 후보 대한민국 대전환 선거대책위원회 남부권경제대책위원장
- 2021.12~2022.07 더불어민주당 대구광역시당 북구 을 지역위원회 위원장
- 2021.12~2022.03 제20대 대통령 선거 더불어민주당 이재명 대통령 후보 대한민국 대전환 선거대책위원회 남부권경제대책위원장
- 2022.08~ 민주연구원 이사
- 2025.05.~2025.06 제21대 대통령 선거 더불어민주당 이재명 대통령 후보 진짜 대한민국 선거대책위원회 대구광역시당 공동 총괄상임선대위원장

## 역대 선거 결과
|  | 11.82% |

|  | 36.45% |

|  | 52.33% |

|  | 33.55% |

## 소속 정당
| 소속 정당 | 소속 정당      | 소속 기간 | 비고      |
| --------- | -------------- | --------- | --------- |
|           | 평화민주당     | 1988~1991 | 정계 입문 |
|           | 신민주연합당   | 1991      | 당명 변경 |
|           | 민주당         | 1991~1995 | 합당      |
|           | 무소속         | 1995      | 탈당      |
|           | 새정치국민회의 | 1995~2000 | 창당      |
|           | 새천년민주당   | 2000~2003 | 합당      |
|           | 무소속         | 2003      | 탈당      |
|           | 열린우리당     | 2003~2007 | 창당      |
|           | 대통합민주신당 | 2007~2008 | 합당      |
|           | 통합민주당     | 2008      | 합당      |
|           | 민주당         | 2008~2011 | 당명 변경 |
|           | 민주통합당     | 2011~2013 | 합당      |
|           | 민주당         | 2013~2014 | 당명 변경 |
|           | 새정치민주연합 | 2014~2015 | 합당      |
|           | 더불어민주당   | 2015~2016 | 당명 변경 |
|           | 무소속         | 2016~2017 | 탈당      |
|           | 더불어민주당   | 2017~2020 | 복당      |
|           | 무소속         | 2020~2021 | 탈당      |
|           | 더불어민주당   | 2021~현재 | 복당      |

## 같이 보기
- 대한민국 제19대 국회의원 선거 민주통합당 후보 목록#비례대표
- 북구 을 (대구)
- 대구 북구의 국회의원
- 대구광역시 부시장